# Sherlock Holmes and the Secret Weapon
Sherlock Holmes and the Secret Weapon (en España:  Sherlock Holmes y el arma secreta) es una película de intriga policíaca estadounidense de 1942 dirigida por Roy William Neill. Es otro caso del detective Sherlock Holmes, de la serie de películas con el actor Basil Rathbone interpretando al famoso detective. La película se acredita como una adaptación del cuento de 1903 de Conan Doyle Los bailarines, aunque el único elemento del material original es el código de los bailarines.
Es la cuarta película de la serie de 14 películas de Sherlock Holmes de Basil Rathbone y Nigel Bruce y el filme es una de las cuatro películas de la serie que son de dominio público.

## Sinopsis
La película trata sobre el secuestro de un científico suizo por parte de su némesis, el profesor Moriarty, para robar una nueva bomba y vendérsela a la Alemania nazi. Sherlock Holmes y el Dr. John Watson tienen que descifrar un código secreto para salvar el país.

## Reparto
- Basil Rathbone - Sherlock Holmes
- Nigel Bruce - Dr. John Watson
- Lionel Atwill - Profesor Moriarty
- Kaaren Verne - Charlotte Eberli
- William Post Jr. - Dr Franz Tobel
- Dennis Hoey - Inspector Lestrade
- Holmes Herbert - Sir Reginald Bailey
- Henry Victor - Dr. Frederick Hoffner
- Mary Gordon - Sra. Hudson